# Ажимов Алішер Муратович
Алішер Муратович Ажимов (каз. Әлішер Мұратұлы Әжімов, нар. 29 травня 2001, Актобе, Казахстан) — казахський футболіст, захисник клубу «Актобе».

## Ігрова кар'єра

### Клубна
Алішер Ажимов є вихованцем актюбинського футболу. З 2017 року він почав тренуватися з першою командою клубу «Актобе». Разом з цим граючи у другій клубній команді. Свою першу гру в основі Ажимов провів у березні 2019 року, коли вийшов на заміну наприкінці матчу проти «Астани».

### Збірна
8 жовтня 2021 року Алішер Ажимов зіграв першу гру у складі молодіжної збірної Казахстану.

### Досягнення
Актобе
- Переможець Першої ліги: 2020